# Stiftung Schule am Meer

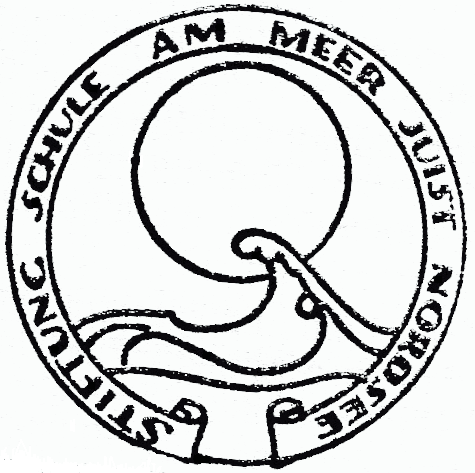
Bildmarke der Stiftung Schule am Meer, Juist, Nordsee (1924–1934)

Die Stiftung Schule am Meer war eine mit privaten und öffentlichen Mitteln finanzierte Einrichtung zur Förderung des reformpädagogischen Landerziehungsheims Schule am Meer auf der ostfriesischen Insel Juist im Freistaat Preußen, das zwischen Ostern 1925 und Ostern 1934 als Ganztagsschule bzw. Internat für Mädchen und Jungen mit musischem Schwerpunkt (Chor, Orchester, Laienspiel-Theater) betrieben wurde. Als Höhepunkt der Stiftungsarbeit gilt die deutschlandweit einzigartige Errichtung einer schuleigenen Theaterhalle 1930/31 im Loog, die durch den damaligen preußischen Staatsminister für Wissenschaft, Kultur und Volksbildung, Adolf Grimme (SPD), und das Zentralinstitut für Erziehung und Unterricht unter Franz Hilker gefördert wurde, um für das gesamte Deutsche Reich als zentrale Ausbildungs- und Spielstätte für Laienspiel-Pädagogen zu dienen.

## Gründung und Stiftungszweck

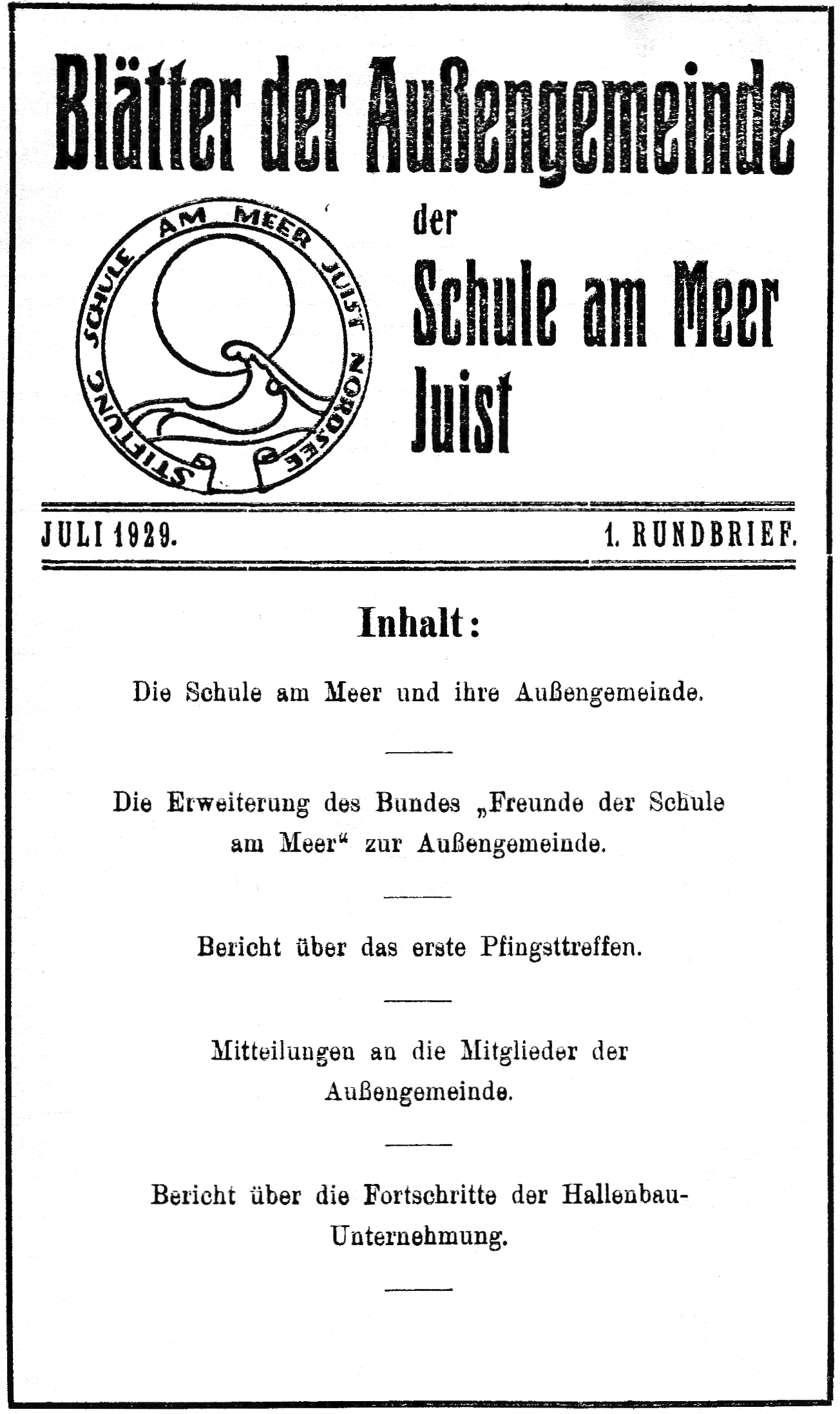
Deckblatt der Erstausgabe der Blätter der Außengemeinde der Schule am Meer Juist vom Juli 1929 mit Stiftungslogo

Die Stiftung wurde am 4. Oktober 1924 gegründet, die Schule am Meer hingegen erst am 1. Mai 1925. Schon im Vorfeld der beabsichtigten Schulgründung sollte die Stiftung zwei Aufgaben erfüllen. Sie diente als Instrument des Marketing, um für die Privatschule Förderer zu gewinnen, aber auch, um interessierte Eltern, Pädagogen und staatliche Stellen auf das Projekt aufmerksam zu machen. Die Stiftung agierte als Herausgeber von Publikationen und als integrativer Bestandteil der so bezeichneten „Außengemeinde“ der S.a.M., die aus dem „Bund Freunde der Schule am Meer“ hervorging, der am 27. Februar 1925 unter dem Vorsitz von Hans Freyer gegründet worden war und später auch von Alfred Ehrentreich geleitet wurde. Die „Außengemeinde“ umfasste neben der Elternschaft die ehemaligen Schüler, die Vertrauensleute und Förderer der Schule am Meer, die vornehmlich im Deutschen Reich, in der Republik Österreich und in der Schweiz angesiedelt waren.

## Zielsetzung
Da die Schule nach Maßgabe ihres Gründers und Schulleiters Martin Luserke nicht durchgängig als reine Privatschule betrieben werden sollte, war beabsichtigt, mittel- und langfristig Zuschüsse aus öffentlichen Mitteln zu generieren. Für dieses Ziel waren jedoch private, organisatorische und pädagogische Vorleistungen erforderlich, von denen insbesondere die beiden letztgenannten nicht kurzfristig zu erreichen waren. Zunächst war man demzufolge auf eine Finanzierung aus Privatmitteln angewiesen, wobei das pro Schüler und Schuljahr von den Eltern zu zahlende Schulgeld ersichtlich nicht ausreichen würde (siehe auch: Kapitel Finanzierung im Hauptartikel über die S.a.M.).

## Kuratorium
Das Kuratorium der Stiftung Schule am Meer setzte sich aus dem Schweizer Pädagogen Rudolf Aeschlimann, dem österreichischen Maler Fritz Hafner, dem deutschen Industriellen, Kunstsammler und -mäzen Alfred Hess aus Erfurt in Thüringen, dem Berliner Reformpädagogen Martin Luserke, der promovierten lothringischen Sozialwissenschaftlerin Elisabeth Jaffé, geb. Freiin von Richthofen und dem promovierten fränkischen Chemiker Paul Reiner aus Nürnberg zusammen. Aeschlimann, Hafner, Luserke und Reiner waren an der S.a.M. als Lehrer tätig.

## Förderer (Auswahl)
Ausweislich der zwischen 1929 und 1934 als Periodikum publizierten Blätter der Außengemeinde der Schule am Meer Juist und dem Auskunftsblatt über die Schule am Meer auf der Nordseeinsel Juist der Schuljahre 1928/29 und 1929/30 zählten beispielsweise zum Kreis der Förderer der Schule am Meer:
- Bruno Ahrends (1878–1948), Architekt in Berlin
- Otto Bamberger (1885–1933), Kaufmann, Unternehmer (D. Bamberger), SPD-Mitglied, Kunstsammler und -mäzen aus Lichtenfels
- Herbert von Borch (1876–1961), Diplomat in Tokio und Peking
- Alfred Breuninger (1884–1947), Vorstandsvorsitzender der Firma Breuninger, Stuttgart
- Heinrich Cordes (1866–1927), Dolmetscher für das Auswärtige Amt in China und Bankdirektor in Tientsin
- Eugen Diederichs (1867–1930), Verleger in Jena
- Alfred Döblin (1878–1957), Psychiater und expressionistischer Schriftsteller
- Wilhelm Dyckerhoff (1868–1956), Dyckerhoff Zementwerke, Regierungsvizepräsident in Aurich, Parlamentarier
- Alfred Ehrentreich (1896–1998), Reformpädagoge und Autor in Berlin
- Adolphe Ferrière (1879–1960), Reformpädagoge und Autor in Genf
- Hans Freyer (1887–1969), Soziologe, Historiker und Philosoph in Leipzig
- Otto Frielinghaus (1877–1956), Ministerialrat im Preußischen Ministerium für Handel und Gewerbe in Berlin
- Julius Gebhard (1884–1966), Erziehungswissenschaftler, SPD-Mitglied in Hamburg
- Ida Goldschmidt-Livingston (1863–1933), Witwe des Musikwissenschaftlers Hugo Goldschmidt, Frankfurt am Main
- Wilhelm Gratenau, Großkaufmann, Holz- und Zellstoff-Importeur in Hamburg
- Adolf Grimme (1889–1963), Staatsminister für Wissenschaft, Kunst und Volksbildung in Preußen, SPD-Kulturpolitiker in Magdeburg, später Berlin
- Emil Grobel, Rechtsanwalt in Elberfeld
- Julius Halberstadt (1876–1939), Mitinhaber von Schade & Füllgrabe, Frankfurt am Main und Leipzig
- Hans Hecht (1876–1946), Anglistik-Ordinarius in Göttingen
- Oskar Heller (1889–), Arzt in Ludwigshafen am Rhein
- Ernst Herdieckerhoff (1892–1961), promovierter Chemiker bei der Bayer AG, bis 1928 NSDAP-Mitglied in Opladen
- Alfred Hess (1879–1931), Industrieller (M. & L. Hess), Kunstsammler und Kunstmäzen in Erfurt
- Otto Hörnig, Strumpffabrik-Besitzer in Chemnitz
- Gunther Ipsen (1899–1984), promovierter und habilitierter österreichischer Philosoph und Soziologe, Ordinarius an der Universität Leipzig
- Walter Kaesbach (1879–1961), Kunsthistoriker, Direktor der Kunstakademie Düsseldorf
- Gustav Kämmerer, Geschäftsführer der Papierfabrik GmbH vormals Brüder Kämmerer in Osnabrück
- Gerhard M. Kelter, Mitinhaber der Chs Lavy & Co., Lavy Ltd., Laco Export Co., Hamburg und London
- Ludwig Kelbetz (1905–1943), Dozent in Frankfurt an der Oder und in Berlin
- Otto Kestner (1873–1953), Arzt und Physiologe
- Adolf Köster (1883–1930), SPD-Politiker, abwechselnd Reichsminister des Innern und Reichsminister des Auswärtigen in Berlin
- Margarete Köstlin-Räntsch (1880–1945), Medizinerin in Wargenau, Ostpreußen
- Ernst Kurth (1886–1946), Musikwissenschaftler in Bern
- Ernst Leitz II (1871–1956), Industrieller, Besitzer der Leitz Optische Werke (Mikroskope, Kleinbildkamera Leica, Ferngläser u. a.) in Wetzlar
- Robert Heinrich Lienau (1866–1949), Inhaber des Robert Lienau Musikverlages in Wien
- Felix Lommel (1875–1968), Mediziner, Professor an der Friedrich-Schiller-Universität in Jena
- Ernst Majer-Leonhard (1889–1966), promovierter Pädagoge, Schuldirektor in Frankfurt am Main
- Paul von Monakow (1885–1945), promovierter Neurologe und Privatdozent in Zürich
- Irmgard Gräfin zu Münster (1891–1967), geb. von Trützschler Freiin zum Falkenstein, Gut Kniestedt bei Salzgitter
- Hermann Julius Nohl (1879–1960),  Ordinarius für Pädagogik an der Georg-August-Universität in Göttingen
- Friedrich Paulsen (1874–1947), Architekt
- Robert Wichard Pohl (1884–1976), Physiker und Universitätsprofessor aus Hamburg, lehrte in Göttingen
- Jørgen Skafte Rasmussen (1878–1964), Ingenieur, Gründer und Hauptaktionär der Zschopauer Motorenwerke J. S. Rasmussen AG (DKW), Metallwerke Zöblitz, Deutsche Kühl- und Kraftmaschinen GmbH, Eisen- und Flugzeugwerk Erla GmbH, Berliner Maschinenfabrik Prometheus GmbH, Elcamo-Motor-Aggregatebau GmbH, Eisengießerei Annaberg, Luma-Werke, Rota-Apparatebau, Deutsche Kühl- und Kältemaschinen GmbH, Audiwerke AG, Horchwerke AG, Wanderer-Werke (Audi, DKW, Horch, Wanderer, ab 1932: Auto Union AG), in Zschopau
- Anna Sara Reiner, staatliche geprüfte Krankenpflegerin und Hilfslehrkraft in der Freien Schulgemeinde in Wickersdorf und in der Schule am Meer auf Juist
- Josef Rings (1878–1957), Architekt, SPD-Mitglied in Essen
- Ludwig Roselius (1874–1943), Gründer und Besitzer von Kaffee HAG in Bremen
- Alex Schackwitz (1878–1952), Gerichtsarzt (Pathologe) in Hannover
- Walter Schatzki (1899–1983), Buchhändler und Antiquar in Frankfurt am Main
- Karl Seidelmann (1899–1979), habilitierter Musikpädagoge
- Hannes Sild (–1937), Rechtsanwalt in Wien
- Wilhelm Freiherr von Tettau (1872–1929), Architekt in Berlin
- Alfred Weber (1868–1958), promovierter und habilitierter Soziologe und Nationalökonom an der Ruprecht-Karls-Universität in Heidelberg
- Felix Weise (–1961), Inhaber der Pumpenfabrik Weise Söhne in Halle an der Saale